# Ugly (album)
Albums de Life of Agony
River Runs Red
(1993) Soul Searching Sun
(1997)
Singles
1. Lost at 22
Sortie : 1995

Ugly est le deuxième album studio du groupe de metal alternatif new-yorkais, Life of Agony. Il est sorti le 10 octobre 1995 sur le label Roadrunner Records et a été produit par Steve Thompson.

## Historique
Cet album fut enregistré dans les studios System Two de Brooklyn à New-York.
Sur cet album le groupe aborde un nouveau son, moins hardcore que sur l'album précédent, River Runs Red. Keith Caputo change aussi sa façon de chanter, optant pour un chant plus clair et plus émotionnel. Alors que "River Runs Red" était composé entièrement par Alan Robert, cet album voit tous les membres impliqués dans la composition, Keith Caputo signant les paroles de trois chansons.
L'album entra brièvement (une semaine) dans le Billboard 200 où il atteindra la 153e place le 28 octobre 1995. En Europe, il se classa dans les charts allemands (39e place), belges  (23e place) et hollandais (79e place).
Le batteur Sal Abruscato quitta le groupe à la fin de la tournée de promotion de l'album. Il sera remplacé par Dan Richardson (ex Pro-Pain)
La version européenne de l'album est décliné dans un coffret en métal et comprend deux titres bonus dont une reprise de la chanson de Bob Marley, Redemption Song.

## Liste des titres

### Version originale
| No  | Titre                                                 | Auteur                    | Musique                   | Durée |
| --- | ----------------------------------------------------- | ------------------------- | ------------------------- | ----- |
| 1.  | Seasons                                               | Keith Caputo              | Sal Abruscato, Caputo     | 5:37  |
| 2.  | I Regret                                              | Alan Robert               | Robert, Abruscato, Caputo | 4:19  |
| 3.  | Lost at 22                                            | Robert                    | Robert, Abruscato         | 3:40  |
| 4.  | Other Side of the River                               | Robert                    | Robert, Joey Z.           | 4:02  |
| 5.  | Let's Pretend                                         | Caputo                    | Caputo                    | 3:57  |
| 6.  | Ugly                                                  | Robert                    | Robert, Abruscato, Caputo | 5:46  |
| 7.  | Drained                                               | Robert                    | Robert, Abruscato         | 4:05  |
| 8.  | How It Could Be                                       | Caputo                    | Caputo                    | 4:33  |
| 9.  | Unstable                                              | Robert                    | Robert, Abruscato         | 4:33  |
| 10. | Damned If I Do                                        | Robert                    | Robert, Abruscato, Caputo | 3:43  |
| 11. | Fears                                                 | Robert                    | Robert, Abruscato         | 2:38  |
| 12. | Don't You (Forget About Me) (reprise de Simple Minds) | Keith Forsey, Steve Shiff | Forsey, Shiff             | 6:08  |

### Titres bonus édition européenne metal box
| No  | Titre                                   | Auteur     | Musique           | Durée |
| --- | --------------------------------------- | ---------- | ----------------- | ----- |
| 13. | Coffee Break                            | Caputo     | Caputo, Abruscato | 5:09  |
| 14. | Redemption Song (reprise de Bob Marley) | Bob Marley | Marley            | 4:02  |

## Musiciens
- Keith Caputo: chant
- Alan Robert: basse
- Sal Abruscato: batterie, percussions
- Zoey Z.: guitare rythmique et solo

### Musicien additionnel
- Ed Terry: claviers et synthétiseur sur "Unstable"

## Charts
| Pays         | Chart              | Durée du classement | Meilleur classement |
| ------------ | ------------------ | ------------------- | ------------------- |
| États-Unis   | Billboard 200      | 1 semaine           | 153e                |
| États-Unis   | Heatseekers Albums | 2 semaines          | 8e                  |
| Allemagne    | Album Top 100      | 7 semaines          | 39e                 |
| Belgique (V) | Ultratop           | 3 semaines          | 23e                 |
| Pays-Bas     | Mega Top 50        | 5 semaines          | 79e                 |